# Lijst van oorlogsmonumenten in Zeewolde
De Nederlandse gemeente Zeewolde heeft 2 oorlogsmonumenten. Hieronder een overzicht.
| Nr.  | Object                                   | Herdachte groep                  | Ontwerper                   | Onthulling | Type            | Locatie                                   | Plaats   | Coördinaten                   | Foto              |
| ---- | ---------------------------------------- | -------------------------------- | --------------------------- | ---------- | --------------- | ----------------------------------------- | -------- | ----------------------------- | ----------------- |
| 1744 | Opdat wij niet vergeten                  | algemeen, geallieerde militairen | Pieter Jellema (10-06-1924) | 4 mei 1985 | gedenkmuur      | Dasselaarweg, 3896 LT                     | Zeewolde | 52° 18' 47" NB, 5° 31' 53" OL | Meer afbeeldingen |
| 4514 | Vliegersmonument Opdat wij niet vergeten | geallieerde militairen           | Bureau Maris                | 5 mei 2019 | beeld/sculptuur | Kastanjelaan (landschapspark De Wetering) | Zeewolde | 52° 19' 15" NB, 5° 32' 30" OL |                   |

Almere ·
Dronten ·
Lelystad ·
Noordoostpolder ·
Urk ·
Zeewolde